# Universidad Nacional de Jujuy
La Universidad Nacional de Jujuy (UNJu) es una universidad pública argentina ubicada en San Salvador de Jujuy, provincia de Jujuy. Fundada en 1973, cuenta con cuatro facultades y cinco institutos, donde cursan sus carreras alrededor de 34 000 estudiantes. Hay 40 mil usuarios de alumnos en UNJu Virtual. Su rector desde 2022 es el Magíster Ingeniero Agrónomo Mario Cesar Bonillo.

## Historia
En 1959, un grupo de jóvenes egresados del Colegio Nacional de Comercio de la capital provincial logra que el Gobierno jujeño cree el Instituto Superior de Ciencias Económicas a través del decreto 2699, firmado por el entonces gobernador Horacio Guzmán. El ISCE fue creado con una estructura similar a la de una universidad, tomando como modelo a la Universidad Nacional de Tucumán.
En una publicación del Ministerio de Gobierno de la provincia de 1961 se puede leer que:

"El instituto Superior de Ciencias Económicas de Jujuy fue creado por decreto-acuerdo 2699 de fecha 23 de abril de 1959, ratificado por ley 2476/59 del 18 de junio de 1959. Tiene carácter y jerarquía de establecimiento oficial de enseñanza superior universitaria y ha sido creado en virtud de las posibilidades brindadas a raíz de la sanción del art. 28 de la ley nacional 14537. Se otorga título habilitante de CONTADOR PUBLICO y PERITO PARTIDOR con plan de estudios de cinco años y programas similares a los vigentes en la Facultad de Ciencias Económicas de la Universidad Nacional de Tucumán, lo cual permitirá a los interesados que así lo deseen; si es que en un futuro cercano el Ministerio de Educación de la Nación aún no ha propiciado la validez de los títulos, el reconocimiento de los mismos o las materias equivalentes por parte de la mencionada Universidad"

Aunque al principio los títulos otorgados por el ICSE apenas eran válidos dentro de Jujuy, en 1970, por medio de un decreto-ley del entonces presidente de facto Roberto Marcelo Levingston, el Ministerio de Educación les otorga validez nacional y permite funcionar al ICSE bajo el régimen de la Ley 17.778 de Universidades Provinciales y Privadas. El decreto firmado por Levingston declaraba lo siguiente:

El Presidente de la Nación Argentina decreta:
Art. 1. Autorízase al Instituto Superior de Ciencias Económicas, creado por decreto 1699/59 del gobierno de la Provincia de Jujuy a funcionar bajo el régimen de la ley 17778, con todos los derechos y obligaciones previstos en dicha ley y en el decreto 1617/69.
Art. 2. Apruébase en cuanto a su estructura general el plan de estudios correspondiente a la carrera de Contador Público y Perito Partidor, obrante en el expte. 58010/68, otorgándosele a los títulos respectivos la validez prevista en el art. 1° de la ley 17778.

Dos años más tarde, en 1972, el gobernador Manuel Pérez sanciona la ley 2.849 que crea la Universidad Provincial de Jujuy, basándose en la estructura del ICSE. Este, el año siguiente, pasará a denominarse Facultad de Ciencias Económicas. La estructura de la Universidad Provincial estaba estipulada en el art. 6º del título II la ley 2.849, según el cual:

"La Universidad adopta como base de su organización académica y administrativa el sistema de Facultades, hallándose integrada por el Instituto Superior de Ciencias Económicas que se incorpora por la presente ley; por el Instituto Superior de Servicio Social que se faculta incorporar producido ese hecho; por las demás facultades, escuelas institutos y otros establecimientos docentes que se creen en lo futuro y por las siguientes facultades que se crean por la presente ley: Ingeniería Industrial; Ingeniería de Minas, Ingeniería Metalúrgica y de Agronomía."

En el marco del Plan Taquini de descentralización de la educación superior pública nacional, llegaría la nacionalización ya durante el gobierno de Juan Perón,  el 13 de diciembre de 1973 al promulgarse la ley 20.579, la cual dictaba la creación de la Universidad Nacional de Jujuy, a hacerse efectiva el 1 de enero de 1974. La inauguración se haría el 31 de mayo de 1974.

El Doctor Fermín de Vega, quien ejerció como profesor titular de la Facultad de Ingeniería y de Ciencias Agrarias de la UNJu, fue distinguido en el año 2009, por el International Biographical Centre (Centro Biográfico Internacional) como uno de los 100 Máximos Científicos del Mundo, por sus aportes a la medicina a través de sus numerosas investigaciones de biofísicoquímica.

## Lema
El lema de la UNJu, "Flammam Tvam Hoc Foco Accende" (en latín, "Enciende tu antorcha en este fuego") era originalmente el lema del Instituto Superior de Ciencias Económicas. Esta traducción está en discusión puesto que en la frase en latín no refiere a ninguna acción de encender, tampoco menciona a una antorcha ni a un fuego.
En una traducción literal refiere a "Tu llama en este hogar encendido" una frase de bienvenida.
La antorcha encendida simboliza el conocimiento y la sabiduría que iluminan el camino.Por ello, el lema invita a los estudiantes a enriquecer su entendimiento y sabiduría a través de la educación que ofrece la universidad.

## Facultades y carreras
La oferta académica de la UNJu está organizada en facultades que desarrollan sus actividades en las sedes de la institución.
- Facultad de Ciencias Agrarias
  - Ingeniería Agronómica
  - Licenciatura en Bromatología
  - Licenciatura en Desarrollo Rural
  - Licenciatura en Ciencias Biológicas
  - Licenciatura en Gestión Ambiental
  - Tecnicatura Universitaria en Producción Lechera
  - Tecnicatura Universitaria Forestal
  - Tecnicatura Universitaria en Producción de Animales de Granja
  - Tecnicatura Universitaria en Mecanización Agrícola
  - Tecnicatura Universitaria en Transformación de la Producción Agropecuaria

- Facultad de Humanidades y Ciencias Sociales
  - Licenciatura en Antropología
  - Licenciatura en Ciencias de la Educación
  - Profesorado en Ciencias de la Educación
  - Licenciatura en Comunicación Social
  - Licenciatura en Educación para la Salud
  - Profesorado en Educación para la Salud
  - Licenciatura en Letras
  - Profesorado en Letras
  - Licenciatura en Trabajo Social
  - Licenciatura en Turismo
  - Licenciatura en Filosofía
  - Profesorado en Filosofía
  - Licenciatura en Historia
  - Profesorado en Historia
  - Ciclo Superior de Licenciatura en Filosofía
  - Ciclo Especial de Licenciatura en Historia
  - Ciclo Superior en Trabajo Social
  - Ciclo Superior de Licenciatura en Psicomotricidad

- Facultad de Ciencias Económicas
  - Contador Público
  - Licenciatura en Administración
  - Licenciatura en Economía Política
  - Licenciatura en Gestión Universitaria

- Facultad de Ingeniería
  - Ingeniería Química
  - Ingeniería de Minas
  - Ingeniería Industrial
  - Ingeniería Informática
  - Licenciatura en Sistemas
  - Licenciatura en Tecnología de los Alimentos
  - Licenciatura en Ciencias Geológicas
  - Tecnicatura Universitaria en Ciencias Geológicas
  - Analista Programador Universitario
  - Tecnicatura Universitaria en Explotación de Minas
  - Tecnicatura Universitaria en Procesamiento de Minerales
  - Tecnicatura Universitaria en Perforaciones
  - Tecnicatura Universitaria en Cs. de la Tierra Orientada a Petróleo
  - Tecnicatura Universitaria en Diseño Integral de Videojuegos

- Escuela Superior de Ciencias Jurídicas y Políticas
  - Abogacía
  - Licenciatura en Ciencia Política
  - Licenciatura en la Enseñanza de las Ciencias Jurídicas y Políticas
  - Profesorado en la Enseñanza de las Ciencias Jurídicas y Políticas
  - Especialización en Derecho Penal

Posee, además, una escuela preuniversitaria.
- Escuela de Minas “Dr. Horacio Carrillo”

## Investigación
El Instituto de Biología de la Altura (INBIAL), —creado sobre la estructura del antiguo espacio de investigación conocido como Misión de Estudios de Patología Regional Argentina (MEPRA), fundado y conducido durante sus primeras décadas por Salvador Mazza—, desarrolla sus actividades científicas en los departamentos de Entomología, Eritropoyesis y altura, Ecología Regional, Estudio de las Poblaciones Humanas de Montaña y Genética y Bioantropología.
En agosto de 2015 se creó el Instituto de Estudios Celulares, Genéticos y Moleculares (ICeGeM), dependiente del rectorado de la UNJu.

## Instituciones vinculadas
Asimismo, la UNJu opera la Radio Universidad, que emite en la frecuencia de 92.9 FM para San Salvador de Jujuy, Director Claudio Añazgo y la editorial EdiUNJu. En octubre de 2015 se inauguró un Centro de Medicina Nuclear en Jujuy, dependiente de la Universidad.